# Even in Arcadia (canción)
«Even in Arcadia» es una canción de Sleep Token perteneciente a su cuarto álbum de estudio Even in Arcadia aunque la canción no fue lanzada como sencillo.

## Recepción
Rishi Shah de NME, describió la canción como "directamente de la banda sonora de Game of Thrones, con el sello de una especie de juicio final para Vessel. Lo oímos rugir momentáneamente por primera vez, quizá finalmente apropiándose de la imagen de la deidad que se ha convertido". En la reseña de Even in Arcadia para Rolling Stone, Maura Johnston comentó que la voz de Vessel "es una voz firme y vibrante que vibra con intensidad en temas como el ventoso tema principal".
Mackenzie Cummings-Grady de Billboard, la clasificó como la séptima mejor canción del álbum, afirmando: "'Even in Arcadia' es fascinante. Guiada únicamente por el piano y la voz de Vessel, la canción sirve como un agradable descanso de los himnos animados que la precedieron y como un conmovedor llamado a la acción para los seguidores de Sleep Token, agradeciéndoles por emprender este extraño viaje hacia el mainstream".

## Posicionamiento en lista
| Lista (2025)                                | Mejor posición |
| ------------------------------------------- | -------------- |
| Canadá (Canadian Hot 100)                   | 80             |
| Global 200 (Billboard)                      | 123            |
| New Zealand Hot Singles (RMNZ)              | 1              |
| Sweden Heatseeker (Sverigetopplistan)       | 13             |
| Reino Unido (UK Singles Chart)              | 31             |
| Reino Unido (UK Rock & Metal)               | 2              |
| US Billboard Hot 100                        | 61             |
| US Hot Rock & Alternative Songs (Billboard) | 14             |

## Personal
Adaptado de Qobuz.
- Carl Bown – Producción, ingeniería, mezcla
- Jim Pinder – Ingeniería
- Adam "Nolly" Getgood – Producción adicional
- Sebastian Sendon – Ingeniería adicional, edición de batería
- Ste Kerry – Masterización